# Okres Biel/Bienne
Okres Biel/Bienne (německy Verwaltungskreis Biel/Bienne, francouzsky Arrondissement administratif de Biel/Bienne) je jedním z okresů kantonu Bern ve Švýcarsku. Nachází se v severozápadní části kantonu a hlavním městem je Biel/Bienne, kde žije více než polovina obyvatel okresu, ačkoli sídlo decentralizované správy kantonu Bern se nachází na zámku Nidau, sídle bývalého správního okresu Nidau.
Ačkoli je okres Biel/Bienne rozlohou nejmenší, počtem obyvatel je třetím nejlidnatějším okresem kantonu.
Je jediným okresem, který je ve styku s občany dvojjazyčný. Komunikace s úřady probíhá v němčině a/nebo francouzštině.

## Seznam obcí
| Znak           | Název obce     | Počet obyvatel (31. 12. 2021) | Rozloha (km²) | Hustota zalidnění (obyv./km²) |
| -------------- | -------------- | ----------------------------- | ------------- | ----------------------------- |
| Aegerten       | Aegerten       | 2289                          | 2,16          | 1060                          |
| Bellmund       | Bellmund       | 1730                          | 3,79          | 456                           |
| Biel/Bienne    | Biel/Bienne    | 55 140                        | 21,19         | 2602                          |
| Brügg          | Brügg          | 4340                          | 5,00          | 868                           |
| Evilard        | Evilard        | 2671                          | 3,70          | 722                           |
| Ipsach         | Ipsach         | 3838                          | 1,90          | 2041                          |
| Lengnau        | Lengnau        | 5441                          | 7,41          | 734                           |
| Ligerz         | Ligerz         | 525                           | 1,79          | 293                           |
| Meinisberg     | Meinisberg     | 1335                          | 4,39          | 304                           |
| Mörigen        | Mörigen        | 891                           | 2,16          | 413                           |
| Nidau          | Nidau          | 7115                          | 1,52          | 4681                          |
| Orpund         | Orpund         | 3196                          | 3,97          | 805                           |
| Pieterlen      | Pieterlen      | 4953                          | 8,35          | 593                           |
| Port           | Port           | 3862                          | 2,46          | 1570                          |
| Safnern        | Safnern        | 1972                          | 5,62          | 351                           |
| Scheuren       | Scheuren       | 510                           | 2,11          | 242                           |
| Schwadernau    | Schwadernau    | 693                           | 4,15          | 167                           |
| Sutz-Lattrigen | Sutz-Lattrigen | 1405                          | 3,57          | 394                           |
| Twann-Tüscherz | Twann-Tüscherz | 1202                          | 12,33         | 97                            |
| Celkem (19)    | Celkem (19)    | 103 148                       | 97,57         | 1057                          |